# ورزشگاه ال مالکون
ورزشگاه ال مالکون (به اسپانیایی: Estadio El Malecón) با ظرفیت ۸٬۰۰۰ نفر یکی از ورزشگاه‌های فوتبال کشور اسپانیا می باشد که در شهر تورلاوگا ایالت کانتابریا واقع شده‌است. این ورزشگاه در سال ۱۹۲۲ بازگشایی شد و در حال حاضر بازی‌های خانگی باشگاه فوتبال خیمناستیک تورلاوگا در آن برگزار می‌گردد.